# Autorretrato com chapéu de palha (Vigée Le Brun)
Autorretrato com Chapéu de Palha (francês: Autoportrait au Chapeau de Paille) é um autorretrato da pintora francesa Élisabeth Vigée Le Brun, pintado depois de 1782, em óleo sobre linho, medindo 97,8 por 70,5 centímetros . Pertence à coleção da National Gallery de Londres desde 1897.

## Contexto
Nas suas memórias, Vigée Le Brun afirmou que o pintor Claude Joseph Vernet a aconselhou a estudar os mestres flamengos. Em 1782, ela foi para Bruxelas, Amsterdã e Antuérpia com o marido, e viu o retrato de Peter Paul Rubens de Susanna Lunden (também conhecida como Susanna Fourment com um chapéu de palha por volta de 1622-1625). Esta pintura a impressionou profundamente.

## Descrição
O Autorretrato com Chapéu de Palha pode ser visto principalmente como um estudo do efeito da luz, no espírito de Rubens. Em parte porque seus olhos caem na sombra do chapéu, o olhar do espectador é imediatamente atraído para o pescoço iluminado por baixo, que se alarga em seu decote central. Nas demais partes da obra ela consegue reintroduzir o brilho da luz natural diretamente refletida no espírito de seu grande exemplo. Ela se mostra ao ar livre contra um céu em movimento de nuvens, mas calmo, que contrasta particularmente na composição de cores com a representação multicolorida de si mesma como pintora. Mais do que Rubens, que dá forte ênfase ao seio de sua modelo, ela se retrata como uma personalidade completa e emancipada.
Vigée-Le Brun se retrata como uma jovem encantadora em uma pose e aparência incomumente naturais para a época. Ela não usa espartilho nem peruca, o que era muito incomum no período tão próximo da Revolução Francesa. Não há ruge em suas bochechas e seu cabelo não está empoado. Ela olha para o espectador com confiança, com olhos penetrantes, nariz pequeno e delicado e lábios finos. As roupas, num estilo então denominado "a la grècque", estão na moda, mas relativamente simples, sem adereços e cortinas barrocas. Ela usa brincos com um extravagante chapéu de palha decorado com flores e penas de avestruz na cabeça, o que era considerado artístico na época. Paleta e pincéis indicam sua profissão, excepcional para as mulheres da época.